# Jasudž
Jasudž (perz. یاسوج; /jæsūdž/) je grad u Iranu i sjedište pokrajine Kuhgiluje i Bojer-Ahmad. Smješten je u planinskom masivu Zagros, oko 150 km sjeverozapadno od Širaza odnosno približno 555 km južno od glavnog grada Teherana. Grad je poznat po obližnjim Perzijskim vratima, malenom klancu u kojem se 330. pr. Kr. odigrala slavna bitka između makedonske i perzijske vojske. Danas je grad industrijsko središte kojem gravitira čitava pokrajina, a najvažnija gospodarska grana je proizvodnja šećera. Prema popisu stanovništva iz 2006. godine u Jasudžu je živjelo 96.786 ljudi, od čega su većina Perzijanci i Luri.

## Poveznice
- Zračna luka Jasudž

## Vanjske poveznice
- (perz.) Službene stranice grada Jasudža  Arhivirana inačica izvorne stranice od 26. srpnja 2010. (Wayback Machine)

Ostali projekti
|  | Zajednički poslužitelj ima još gradiva o temi Jasudž |